# Lexie Brown
Alexis Kiah Brown, detta Lexie (Boston, 27 ottobre 1994), è una cestista statunitense, professionista nella WNBA.
È la figlia di Dee Brown.

## Carriera
È stata selezionata dalle Connecticut Sun al primo giro del Draft WNBA 2018 con la 9ª chiamata assoluta.

## Palmarès
- Campionato WNBA: 1

Chicago Sky: 2021